# Linh lăng đen
Linh lăng đen (danh pháp hai phần: Medicago lupulina) là một loài sống lâu năm hay một năm trong mùa hè, hường được coi là cỏ dại. Nó có rễ cái. Giống như các loài đậu, đỗ khác, nó có lá kép gồm 3 lá chét; với lá chét trung tâm có một cuống tách biệt. Cũng như các loài đậu, đỗ khác, các loài vi khuẩn cố định nitơ, gọi là rhizobia, được tìm thấy trên các đốt rễ của nó.

## Miêu tả
Medicago lupulina là loài cỏ một hay hai năm, đôi khi lâu năm do các chồi ngẫu nhiên mọc ra trên rễ. Loài cỏ này cao khoảng 15–60 cm, với thân cây nhỏ thường nằm phẳng trên mặt đất khi mới mọc và sau dó mọc thẳng. Các mắt có ba lá, mỗi lá có một cuống lá dài và 3 lá chét hình ô van, hơi có khía răng cưa về phía đỉnh. Loài này có các hoa vàng rất nhỏ, mọc thành cụm sát nhau. Quả là dạng quả đậu không mở khi thuần thục, có hình dáng hơi uốn cong và chứa 1 hạt.
Loài này đôi khi bị nhầm lẫn với các loài thực vật khác cũng có lá nhỏ chia thành 3 lá chét và các hoa vàng nhỏ, như Trifolium campestre và Trifolium dubium hay Oxalis stricta.

## Phân bố
Loài này sinh sống ở khắp Cựu thế giới như toàn bộ châu Âu, phần lớn châu Á (bao gồm Trung Quốc, Triều Tiên và Đài Loan, cũng như tiểu lục địa Ấn Độ), Bắc Phi, các đảo trong Đại Tây Dương (Canary, Madeira) và cả ở Hoa Kỳ (gồm cả Hawaii).
Nó phát triển tốt trên đất đá vôi khô va các cồn cát ven biển, nơi có ít các loài cạnh tranh. Nó chịu lạnh khá tốt và có thể thấy ở vùng núi với độ cao lên tới 1.800 m.

## Sử dụng
Medicago lupulina đôi khi sử dụng làm cỏ khô. Mặc dù có giá trị dinh dưỡng nhưng nó lại không có năng suất cao. Đôi khi nó được gieo trồng trong thành phần của các bãi cỏ nhân tạo, đặc biệt là tại các vùng đất khô. Nó cũng thường thấy trên các bãi chăn thả tự nhiên. Hoa của nó có thể sử dụng để nuôi ong mật.

## Hình ảnh

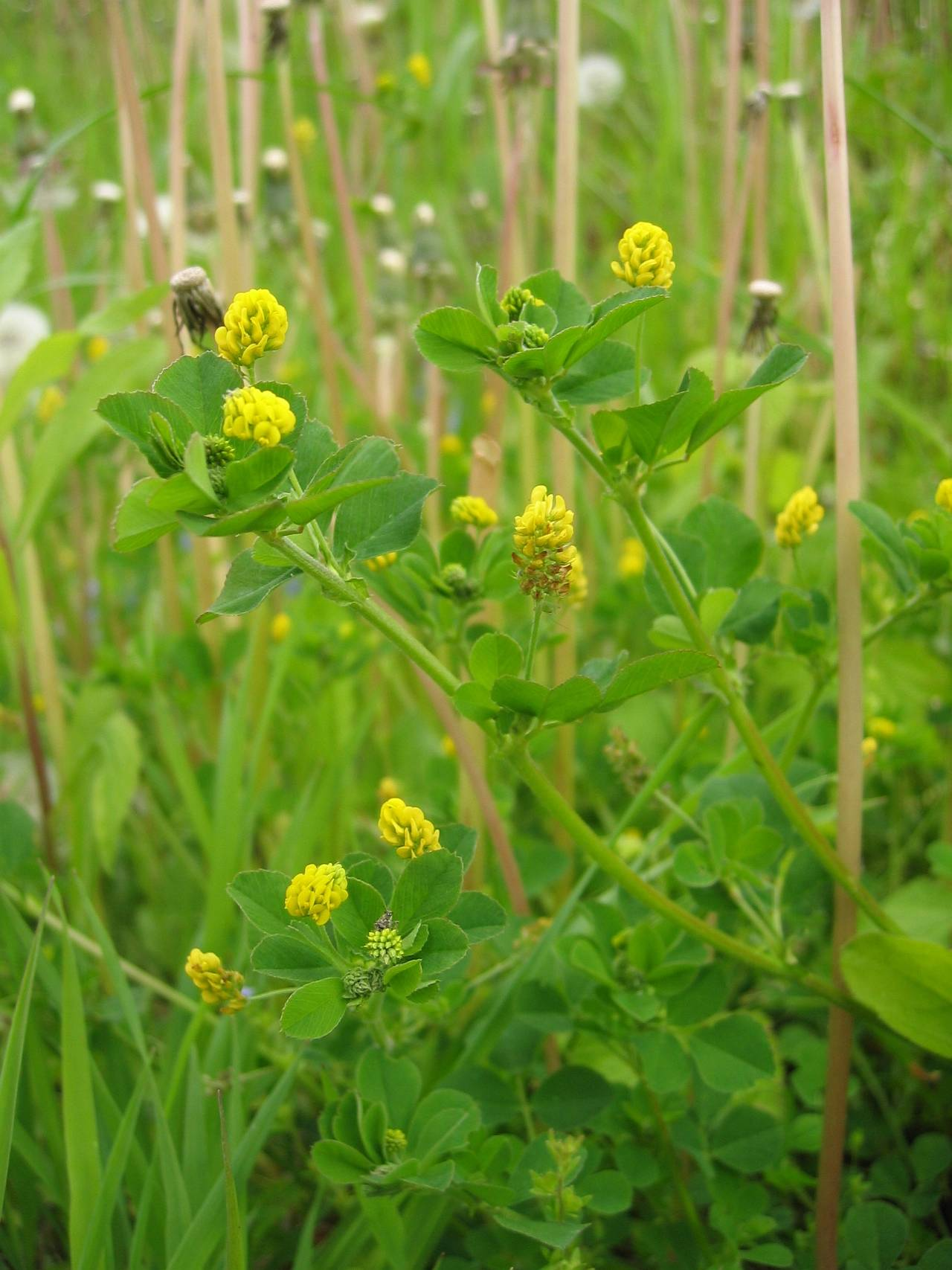
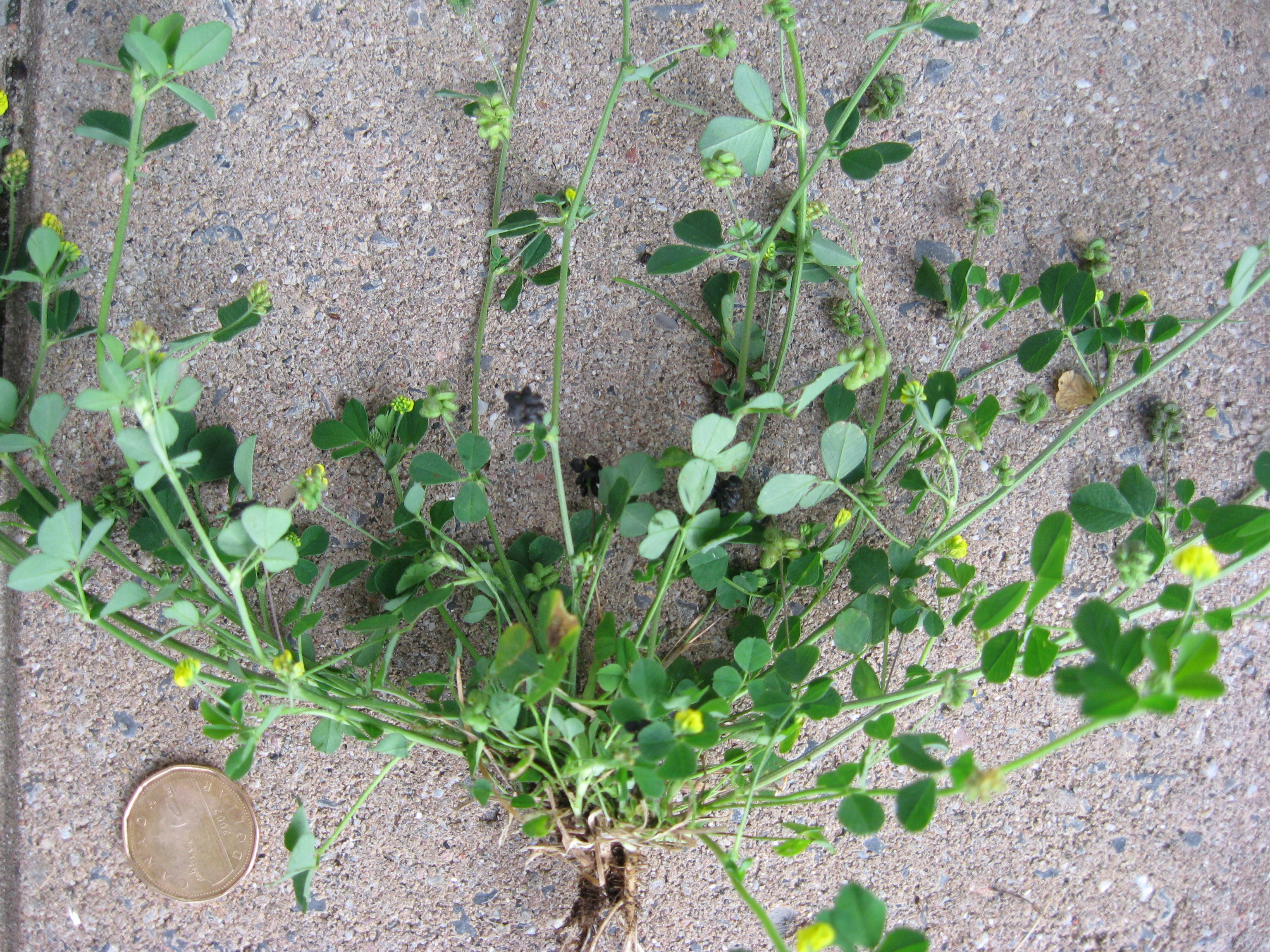
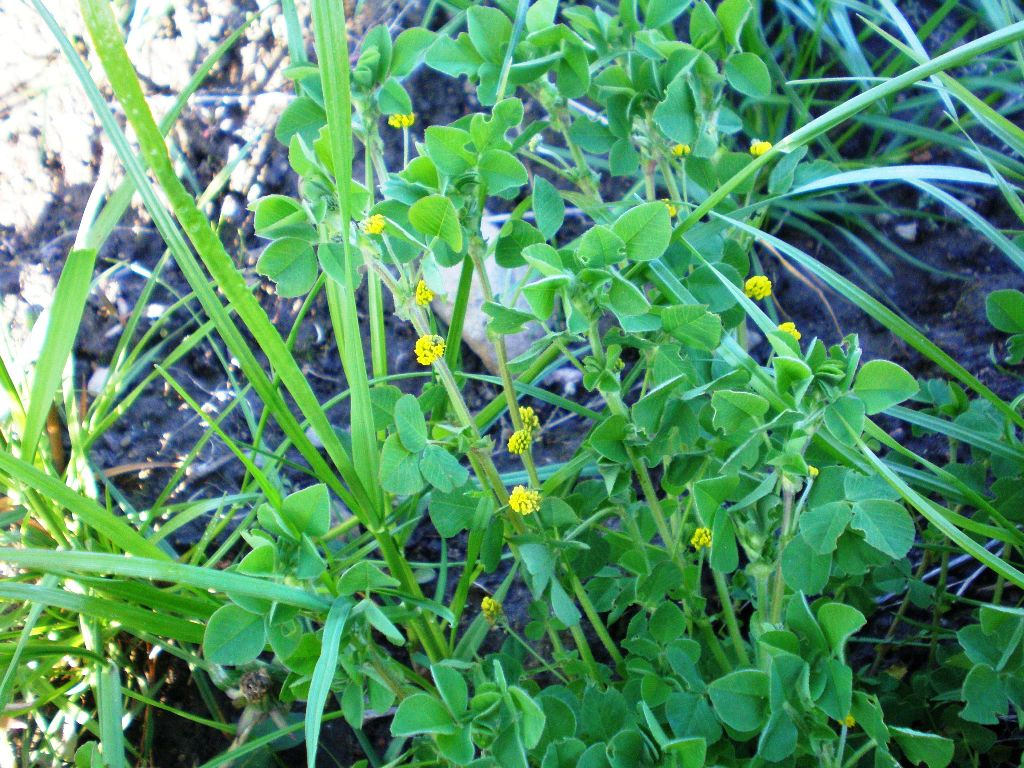
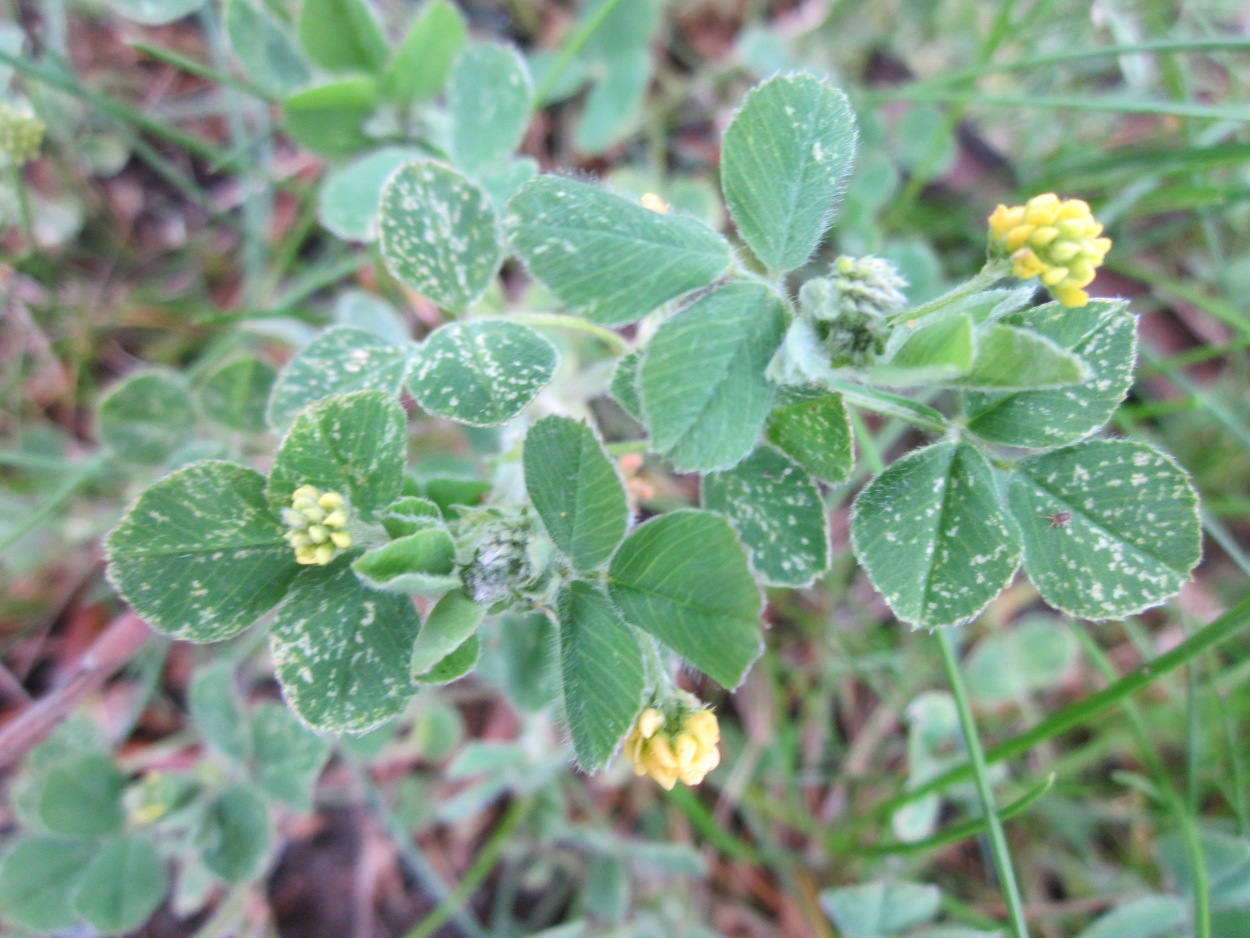